# Dastgerd (ort i Qom)
Dastgerd (persiska: دستگرد, دَستجِرد) är en ort i Iran.   Den ligger i provinsen Qom, i den centrala delen av landet, 160 km söder om huvudstaden Teheran. Dastgerd ligger 1 677 meter över havet och antalet invånare är 211.
Terrängen runt Dastgerd är huvudsakligen kuperad, men den allra närmaste omgivningen är platt. Terrängen runt Dastgerd sluttar norrut.Runt Dastgerd är det ganska tätbefolkat, med 100 invånare per kvadratkilometer. Närmaste större samhälle är Kahak, 8,0 km nordväst om Dastgerd. Trakten runt Dastgerd består i huvudsak av gräsmarker.